# Акахете (муниципалитет Веракруса)
Акахете (исп. Acajete) — муниципалитет в Мексике, штат Веракрус, расположен в Столичном регионе штата. Административный центр — город Акахете.

## Состав
В 2010 году в состав муниципалитета входило 59 населённых пунктов. Крупнейшие из них:
| Русское название       | Испанское название     | Население, 2010 год |
| Всего в муниципалитете | Всего в муниципалитете | 8223                |
| Акахете                | Acajete                | 1649                |
| Ла-Хоя                 | La Joya                | 1360                |
| Масатепек              | Mazatepec              | 818                 |
| Ла-Хоя-Чика            | La Joya Chica          | 540                 |
| Пуэнтесильяс           | Puentecillas           | 501                 |

## Экономика
Экономика муниципалитета основана на сельском хозяйстве.